# Setra S 319 NF
De Setra S 319 NF is een low floor-autobus, geproduceerd door de Duitse busfabrikant Setra. De in- en uitstap is verlaagd, waardoor er geen treden nodig zijn. De NF in de benaming staat voor Niederflurbus, wat weer lagevloersbus betekent. Het gedeelte tussen de voor- en achterdeur ligt op dezelfde hoogte. Het gedeelte waar de stoelen zitten is wel verhoogd. De bus is eind 2006 vervangen door de S 416 NF.
Dit model bus werd in Nederland, ingezet door onder andere Syntus. De bus werd oorspronkelijk overgekocht van RVM door Oostnet. Oostnet kocht de bus voor de gecombineerde lijn S71 van Winterswijk naar Münster. RVM schafte voor deze lijn de Setra's aan en zodoende kocht Oostnet een bus over. In 2003 verviel de samenwerking met RVM en werd er overwogen om de bus te verkopen. Dit bleek geen succes. De bus bleef uiteindelijk toch bij Syntus rijden, maar werd overgespoten in "Stadtbus Bocholt" kleuren voor de gecombineerde lijn 40/C7 die van Doetinchem via Dinxperlo naar Bocholt gaat. Dit bleek ook geen succes, waarna er werd besloten om de bus over te spuiten naar Syntus-kleuren en in te zetten op versterkingsritten in de Achterhoek of bij treinuitval. Na het verlopen van de concessie in de Achterhoek is deze bus buiten dienst gesteld.

## Inzet
| Land        | Bedrijf                                | Aantal | Serie       | Inzet                                    | Opmerking                                       |
| ----------- | -------------------------------------- | ------ | ----------- | ---------------------------------------- | ----------------------------------------------- |
| Duitsland   | Autokraft                              | 8      | 670-677     | Sleeswijk-Holstein                       |                                                 |
| Duitsland   | Autokraft                              | 1      | 695         | Sleeswijk-Holstein                       |                                                 |
| Duitsland   | BahnBus Hochstift                      | 6      | ??          | Paderborn en Höxter                      |                                                 |
| Duitsland   | Busverkehr Rheinland                   | 7      | ??          | Rijnland                                 |                                                 |
| Duitsland   | DB ZugBus Regionalverkehr Alb-Bodensee | 843    | ??          | Baden-Württemberg                        |                                                 |
| Duitsland   | Omnibusverkehr Franken                 | 1      | N-WA 835,   | Noord-Beieren                            |                                                 |
| Duitsland   | Omnibusverkehr Franken                 | 1      | N-WA 836    | Noord-Beieren                            |                                                 |
| Duitsland   | Omnibusverkehr Franken                 | 1      | N-WA 840    | Noord-Beieren                            |                                                 |
| Duitsland   | Omnibusverkehr Franken                 | 1      | N-WA 870    | Noord-Beieren                            |                                                 |
| Duitsland   | Omnibusverkehr Franken                 | 1      | N-YZ 104    | Noord-Beieren                            |                                                 |
| Duitsland   | Omnibusverkehr Franken                 | 1      | N-YZ 141    | Noord-Beieren                            |                                                 |
| Duitsland   | Omnibusverkehr Franken                 | 1      | N-YZ 202    | Noord-Beieren                            |                                                 |
| Duitsland   | Omnibusverkehr Franken                 | 1      | N-YZ 204    | Noord-Beieren                            |                                                 |
| Duitsland   | Omnibusverkehr Franken                 | 1      | N-YZ 207    | Noord-Beieren                            |                                                 |
| Duitsland   | Omnibusverkehr Franken                 | 1      | N-YZ 209    | Noord-Beieren                            |                                                 |
| Duitsland   | RVE                                    | 2      | 5039 - 5040 | Regio Aken                               |                                                 |
| Nederland   | GoTourgether                           | 1      | 06-BDT-7    | Tour vervoer                             | Buiten dienst                                   |
| Nederland   | Oostnet                                | 1      | 5787        | Achterhoek                               | Ex-RVM Overgegaan naar Syntus                   |
| Nederland   | South West Tours                       | 1      | 85          | Tourvervoer                              | Ex-TVG                                          |
| Nederland   | Syntus                                 | 1      | 5787        | Achterhoek                               | Buiten dienst Voorheen Oostnet, daarvoor RVM    |
| Nederland   | Taxi Rooney                            | 1      | 06-BDT-7    | Tourvervoer                              | Buiten dienst Ex-GoTourgether                   |
| Nederland   | Taxi Zeevang                           | 1      | BG-XD-68    | Tourvervoer                              | Voorheen Syntus, daarvoor Oostnet, daarvoor RVM |
| Nederland   | VDB Recreatie                          | 1      | 51          | Treinvervangend vervoer                  | Ex-South West Tours                             |
| Nederland   | VDM Tours                              | 1      | 7           | Tourvervoer                              | Voorheen Taxi Rooney, daarvoor GoTourgether     |
| Spanje      | TCSA                                   | ??     | 531, ??     | Barcelona                                |                                                 |
| Zwitserland | Postauto                               | 25     | ??          | meerderen rijden in de buurt van Lutzern |                                                 |

## Verwante bustypen

### Hoge vloer
- Setra S 313 UL - 10 meteruitvoering (2 assen)
- Setra S 315 UL - 12 meteruitvoering (2 assen)
- Setra S 316 UL - 13 meteruitvoering (2 assen)
- Setra S 317 UL - 14 meteruitvoering (3 assen)
- Setra S 319 UL - 15 meteruitvoering (3 assen)

### Lage vloer
- Setra S 300 NC - 12 meteruitvoering (2 assen)
- Setra S 315 NF - 12 meteruitvoering (2 assen)

### Andere modellen
- Setra S 315 H - 12 meter semitour-uitvoering (2 assen)
- Setra SG 321 UL - 18 meter gelede-uitvoering (3 assen)

## Externe link

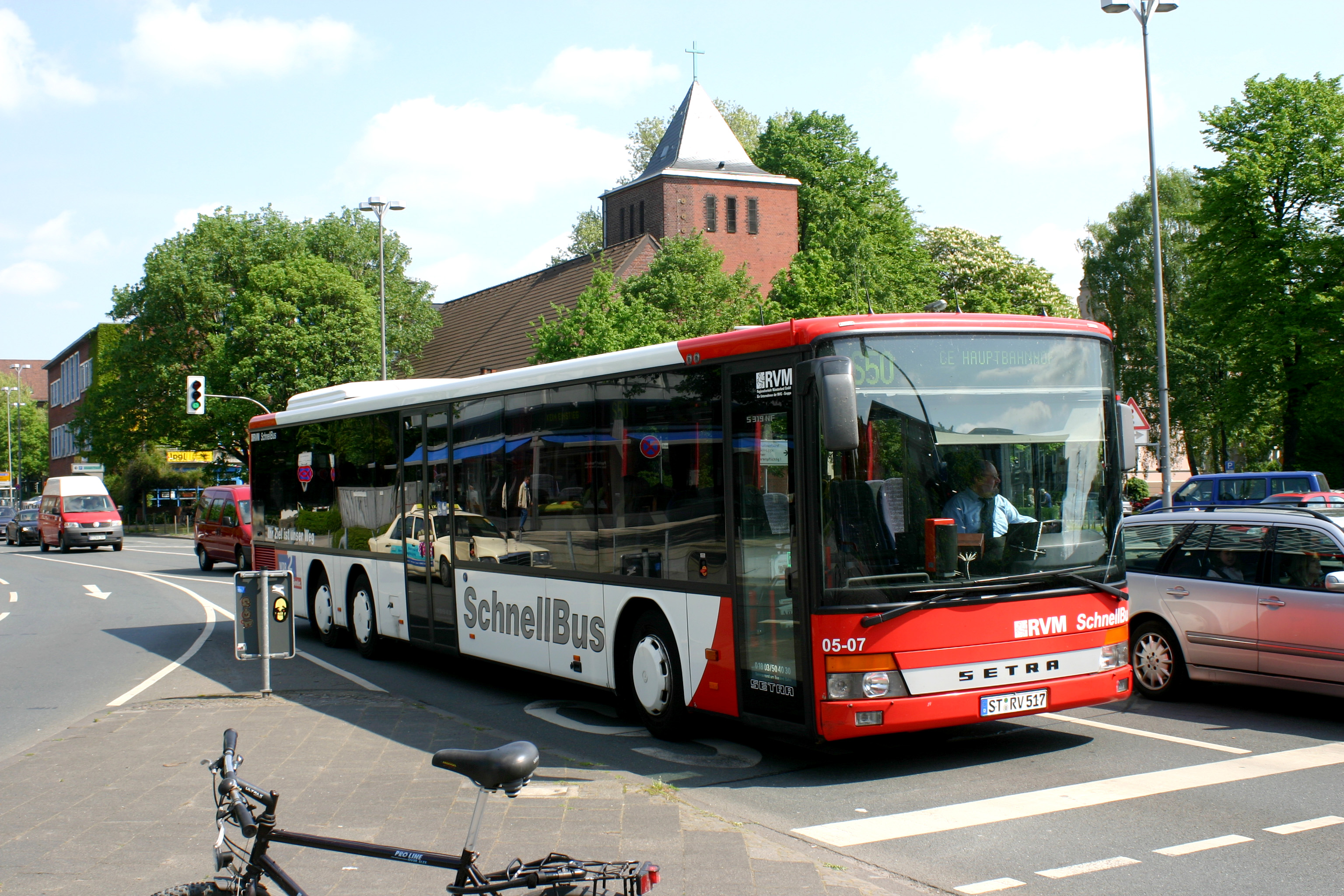
Setra S 319 NF met een vernieuwde grill